# On My Own (Bishara-låt)
On My Own är en musiksingel som framförs av svenska sångaren Bishara från 2019. Låten är skriven av Markus Sepehrmanesh, Benjamin Ingrosso och Robert Habolin. Han framförde den i den fjärde semifinalen av Melodifestivalen 2019 där han tog sig direkt till final och kom på andra plats efter John Lundvik. Detta var Bisharas första Melodifestivalbidrag. Låten handlar om olycklig kärlek och om brustet hjärta. Låten placerade sig på sjätte plats på Sverigetopplistan under sin första vecka.

## Listplaceringar
| Lista             | Placering |
| ----------------- | --------- |
| Sverigetopplistan | 4         |